# Christian August Jacobi
Christian August Jacobi (* 25. Mai 1688 in Grimma; † nach 1725) war ein deutscher Komponist des Barock.

## Leben
Christian August Jacobi war der Sohn des Kantors der Fürstenschule Grimma Samuel Jacobi und ist erstmals 1699 bei einer Aufführung einer Historia Resurrectionis seines Vaters nachweisbar.
Danach besuchte er die Universitäten Leipzig und Wittenberg, wo er ab 1714 Theologie studierte und ein Organistenamt versah. Im Jahre 1717 trat er die Stelle eines Kapelldirektors in Diensten der Herzogin Luise Elisabeth von Sachsen-Merseburg auf deren Witwensitz in  Forst (Lausitz)  an, die er bis 1721 innehatte. Danach bewarb er sich 1721 erfolglos um die Nachfolge seines Vaters als Kantor in Grimma. 
Jacobi hinterließ zehn Kirchenkantaten.
Sein bekanntestes Werk, die Weihnachtskantate Der Himmel steht uns wieder offen, entstand 1718; die Uraufführung fand am ersten Weihnachtsfeiertag in der Schlosskapelle des Residenzschlosses der Herzogin Luise Elisabeth von Sachsen-Merseburg in Forst (Lausitz) statt. 1725   wurde die Kantate in seinem Beisein und dem seines Bruders Samuel Franciscus Jacobi, der Musikdirektor in Wittenberg war, dort nochmals aufgeführt.

## Werke
- Kantate Also hat Gott die Welt geliebet (1708, V (4), Coro, Str., B.c.)
- Kantate Lass mich, oh Jesu allemal (1709, T, Coro, bc)
- Kantate Meine Sünden gehen über mein Haupt (1711, zum 3. Sonntag nach Trinitatis, V (4), Coro, Str., B.c.)
- Kantate Der Himmel steht uns wieder offen (1718, T, Str., Trp (2), Org)
- Kantate Christus, der ist mein Leben (V (6))
- Kantate Herr nun lässt Du Deinen Diener in Frieden fahren (1717, T, Fl, Ob, B.c.)
- Kantate Sagt wo soll ich Jesum finden (1726, S, Str., Ob, Org)
- Kantate zum Fest Mariä Reinigung Ich hab Lust abzuscheiden (B, V (2), B.c.)
- Choralkantate Komm, heiliger Geist